# 25 Canada Square
Le  25 Canada Square, ou tour Citigroup, fait partie d'un des cinq plus haut gratte-ciel londonien. Il a été conçu par le cabinet d'architectes de César Pelli, et sa construction a duré de 1998 à 2001. C'est le siège de la société Citigroup pour le Royaume-Uni.
La tour a la même hauteur que sa voisine, la 8 Canada Square.